# Diasteem (tandheelkunde)

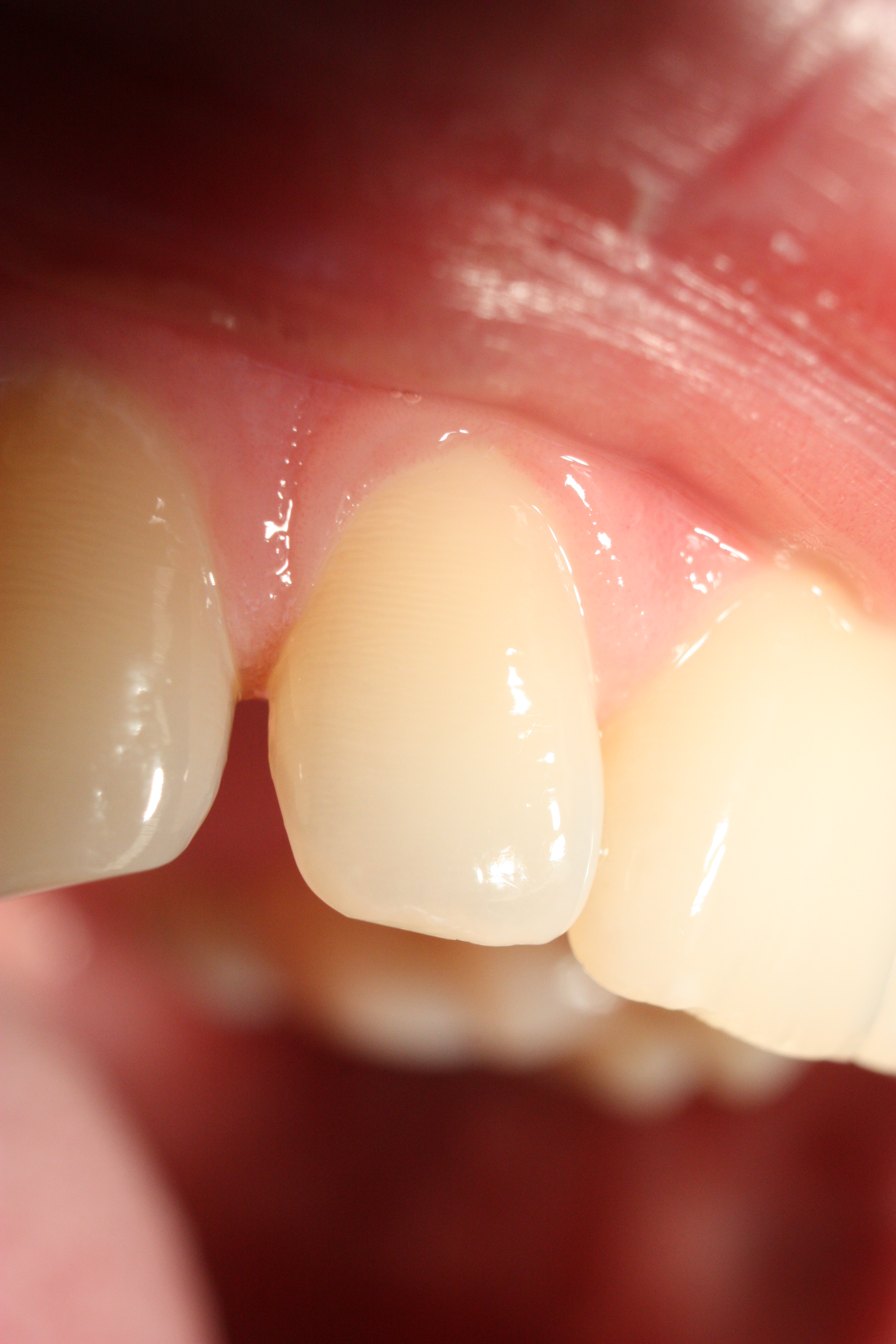
Diasteem

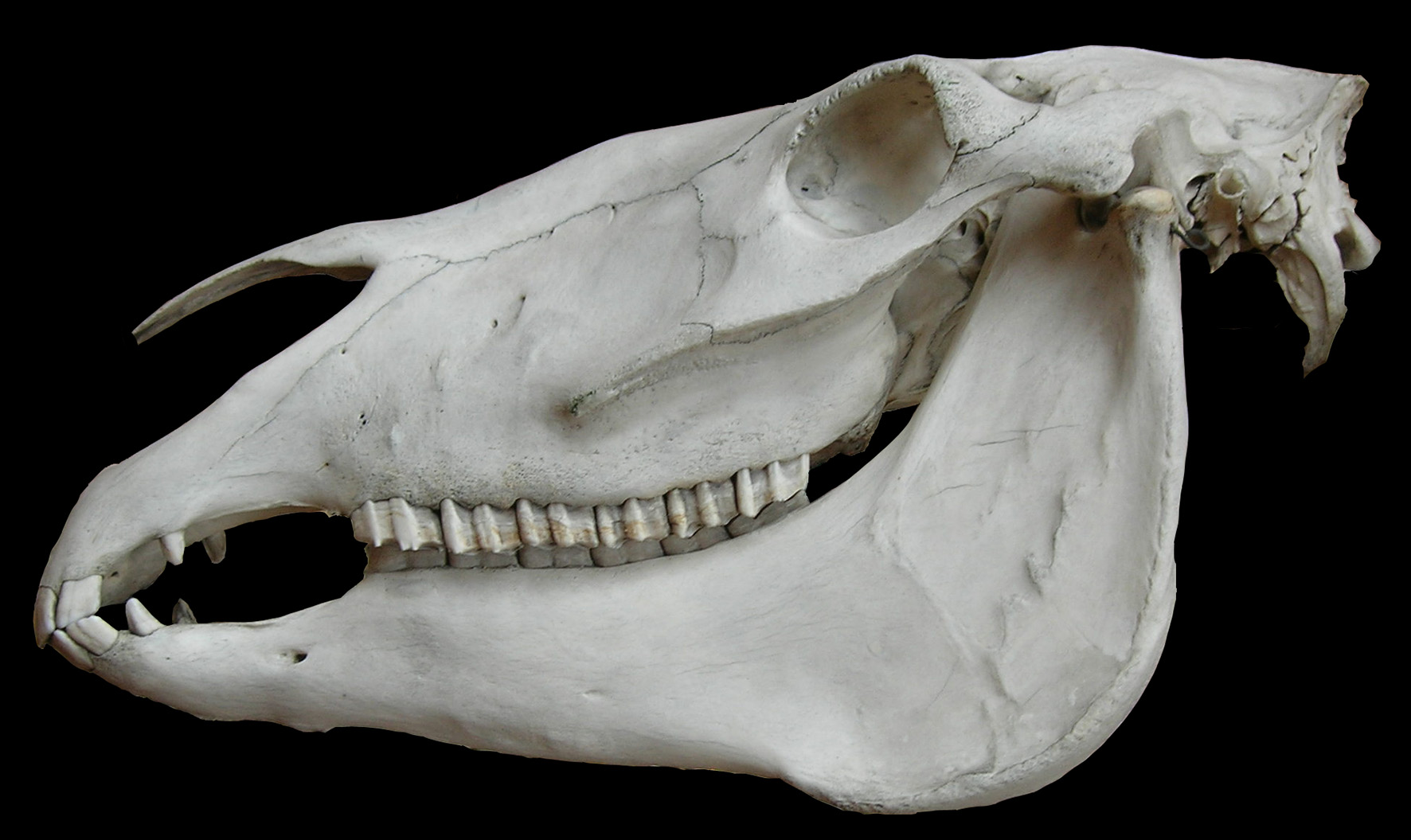
Een paard heeft een groot diasteem tussen snij- en hoektanden enerzijds, en kiezen anderzijds

Een diasteem (gr: afstand) of ook in de volksmond 'spleetje' genoemd, is in de tandheelkunde een open ruimte in de tandenrij.  Paarden en koeien hebben tussen hun snijtanden en hun kiezen een fiks diasteem, net zoals veel knaagdieren. 

## Oorzaken
- Bij diastemen is dikwijls de ruimte die de tanden nodig hebben kleiner dan de ruimte die voorzien is in de kaakboog. Meestal zien we dan meerdere kleine diastemen over de hele tandenboog.
- Een te prominent lipfrenulum (lipbandje) is dikwijls de oorzaak van een diasteem tussen de twee voorste bovensnijtanden.
- Een tand die geëxtraheerd is laat ook een diasteem na.
- Sommige mensen hebben agnesieën (het niet aangelegd zijn van een tand) en dit veroorzaakt ook diastemen.

In het melkgebit bij kinderen is het wenselijk dat er diastemen aanwezig zijn tussen de snijtanden.
De definitieve snijtanden zijn breder dan de melksnijtanden. Bij het wisselen worden de diastemen opgevuld en komen de snijtanden netjes naast elkaar te staan.
Indien er geen diastemen aanwezig zijn in het melkgebit is er meestal te weinig ruimte voor de definitieve snijtanden. We kunnen dan overlapping (crowding) van tanden verwachten in het definitieve gebit.

## Behandeling
Behandeling bestaat indien nodig/gewenst uit:
- Orthodontie: bij multipele diastemen en een discrepantie tussen de voorziene ruimte en nodige ruimte.
- Frenulectomie (dikwijls in combinatie met orthodonthie): Dit is het doorsnijden van het lipbandje. De ideale leeftijd hiervoor is meestal tussen 10 en 14 jaar na het indalen van de hoektanden
- Prothetisch herstel (implantaat, brugwerk, prothese): Bij agnesieën en extracties
- Veneers of composiet restauraties worden vooral toegepast indien mensen geen orthodontie willen.

## Trivia
- Bekende Nederlander met een diasteem: Rob de Nijs (zanger)
- Bekende Vlaming met een diasteem: Guy Verhofstadt (politicus)
- Bekende zangeres met een diasteem: Madonna